# Клеј Сити (Кентаки)
Клеј Сити (енгл. Clay City) град је у америчкој савезној држави Кентаки.

## Демографија
По попису из 2010. године број становника је 1.077, што је 226 (-17,3%) становника мање него 2000. године.
| Група             | 2000.         | 2010.         |
| Белци             | 1.280 (98,2%) | 1.040 (96,6%) |
| Афроамериканци    | 3 (0,2%)      | 0 (0,0%)      |
| Азијати           | 0 (0,0%)      | 1 (0,1%)      |
| Хиспаноамериканци | 11 (0,8%)     | 22 (2,0%)     |
| Укупно            | 1.303         | 1.077         |